# Кяпп, Освальд
Освальд Кяпп (эст. Osvald Käpp; 17 февраля 1905, Ревель — 22 декабря 1995, Нью-Йорк, Нью-Йорк) — эстонский борец вольного стиля, олимпийский чемпион 1928 года.
Кяпп завоевал золотую медаль на летних Олимпийских играх 1928 года в Амстердаме (в лёгком весе).
В 1929 году эмигрировал в США. В 1932 году представлял Эстонию на Олимпийских играх в Лос-Анджелесе.
Работал кондитером как в Эстонии, так и после переезда в США, открыв в Нью-Йорке свою кондитерскую.